# Роланд Аш
Ро́ланд Аш (нім. Roland Asch; нар. 12 жовтня 1950 року в м. Алтінген) — німецький гонщик, відомий своїми виступами в кузовних серіях ДТМ, ДРМ, Кубку Порше.

## Кар'єра
Його гоночна кар'єра почалася в 1973 р. в слаломних перегонах, в яких він брав участь до 1981 р., в цьому ж році він став чемпіоном Німеччини. В ДТМ Роланд Аш прийшов у 1984 році, коли він за кермом BMW 323i виступив на трассі Хоккенхайм і зайняв 11 місце. У 1985 р. він проводить повний сезон, цього разу за кермом Форд Мустанг, і в загальному заліку посідає четверте місце. Після кількох перегонів в 1986 р. Аш залишає ДТМ, але повертається в 1988 р. заводським гонщиком Мерседес. В сезоні 1988 року Аш регулярно приходить до фінішу на високих позиціях, що приносить йому друге місце за підсумками сезону.
Після 1994 р. він переходить у німецький Супертурінг (STW), в якому беруть участь до самого його припинення у 1999 році (всього 91 гонка)
Паралельно з ДТМ, Аш з 1986 р. виступав у Кубку Порше 944 , а потім — Кубку Порше Каррера (з 1990 р.), ставши 4 рази чемпіоном (1987, 1988, 1989, і один раз в Кубку Каррера — у 1991 р.). У 1999 р. він поновлює виступи у Кубках Порше — Німецькому та Суперкубку — з різним ступенем інтенсивності і продовжує до 2005 р. Крім того, Роланд Аш брав участь у серії V8Stars всі її 3 роки.
Після 2005 р. Роланд Аш припиняє активну гоночну кар'єру і стежить за кар'єрів свого сина Себастьяна, який з 2005 р. виступає в Суперкубку СЕАТ Леон, з якого пішов у 2007 р. віце-чемпіоном і зараз виступає у перегонах ГТ.